# Hieracium scapigerum
Hieracium scapigerum là một loài thực vật có hoa trong họ Cúc. Loài này được Boiss. & al. mô tả khoa học đầu tiên năm 1856.